# Beschermde stads- en dorpsgezichten in Noord-Holland

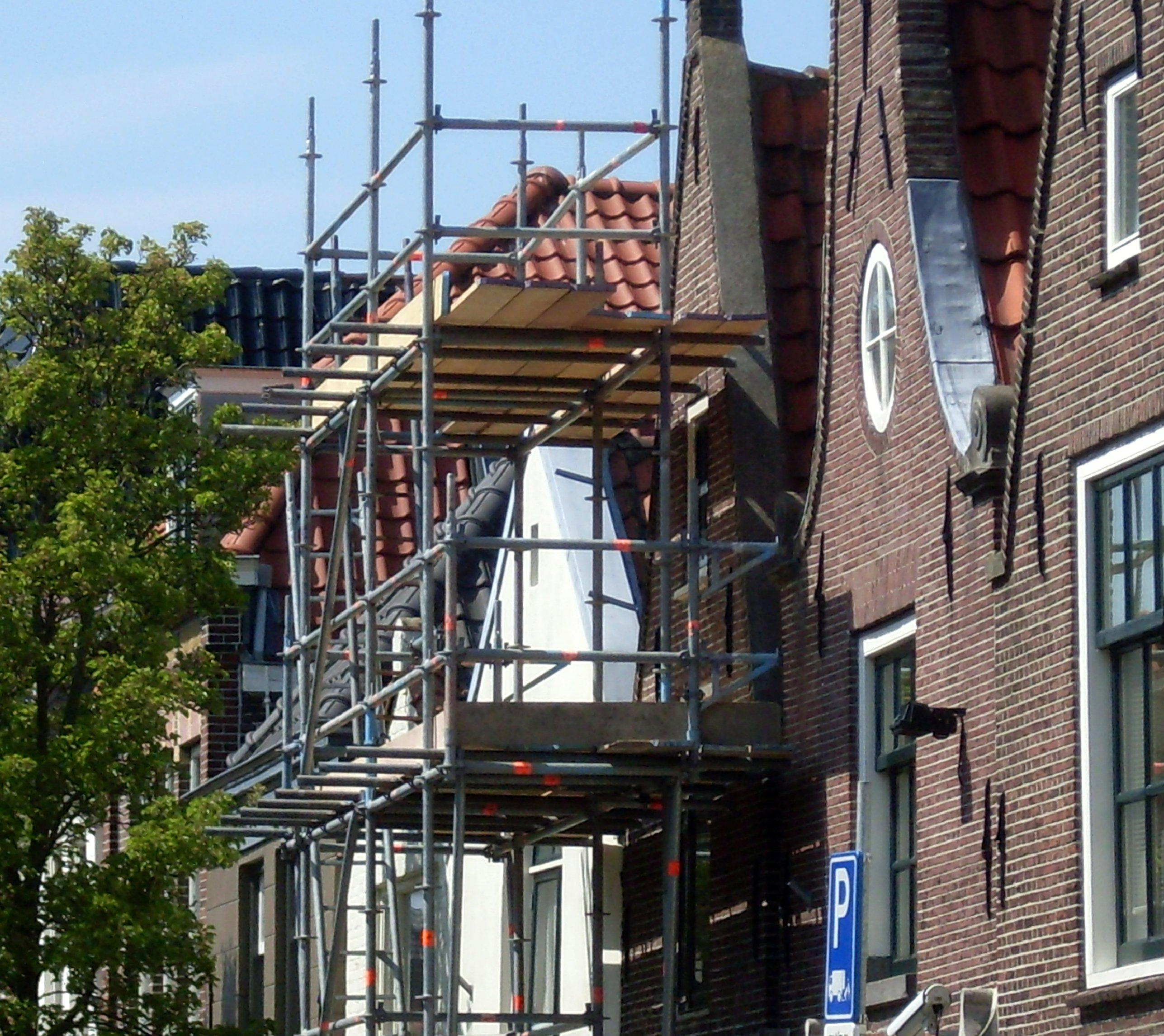
Alkmaar

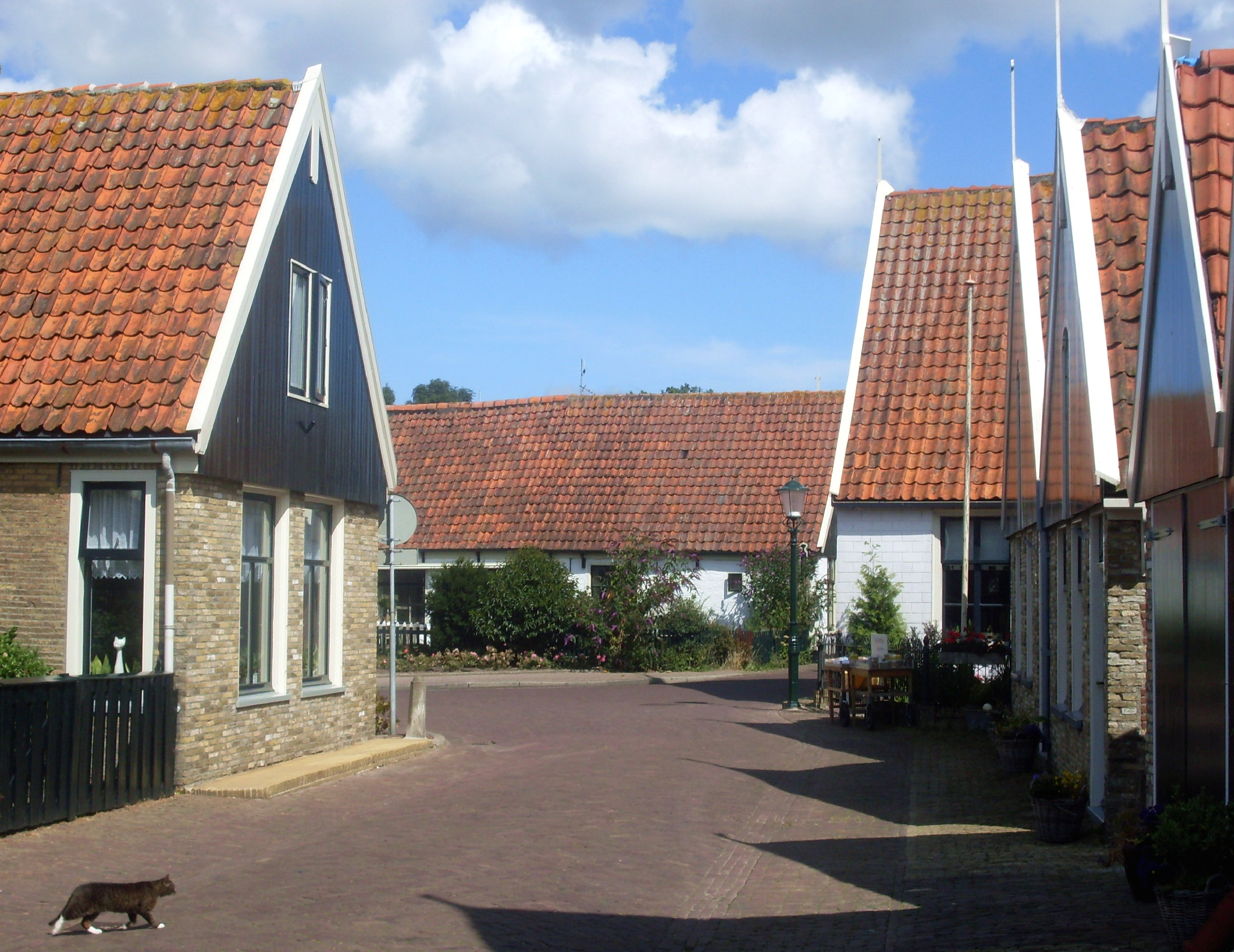
Oosterend

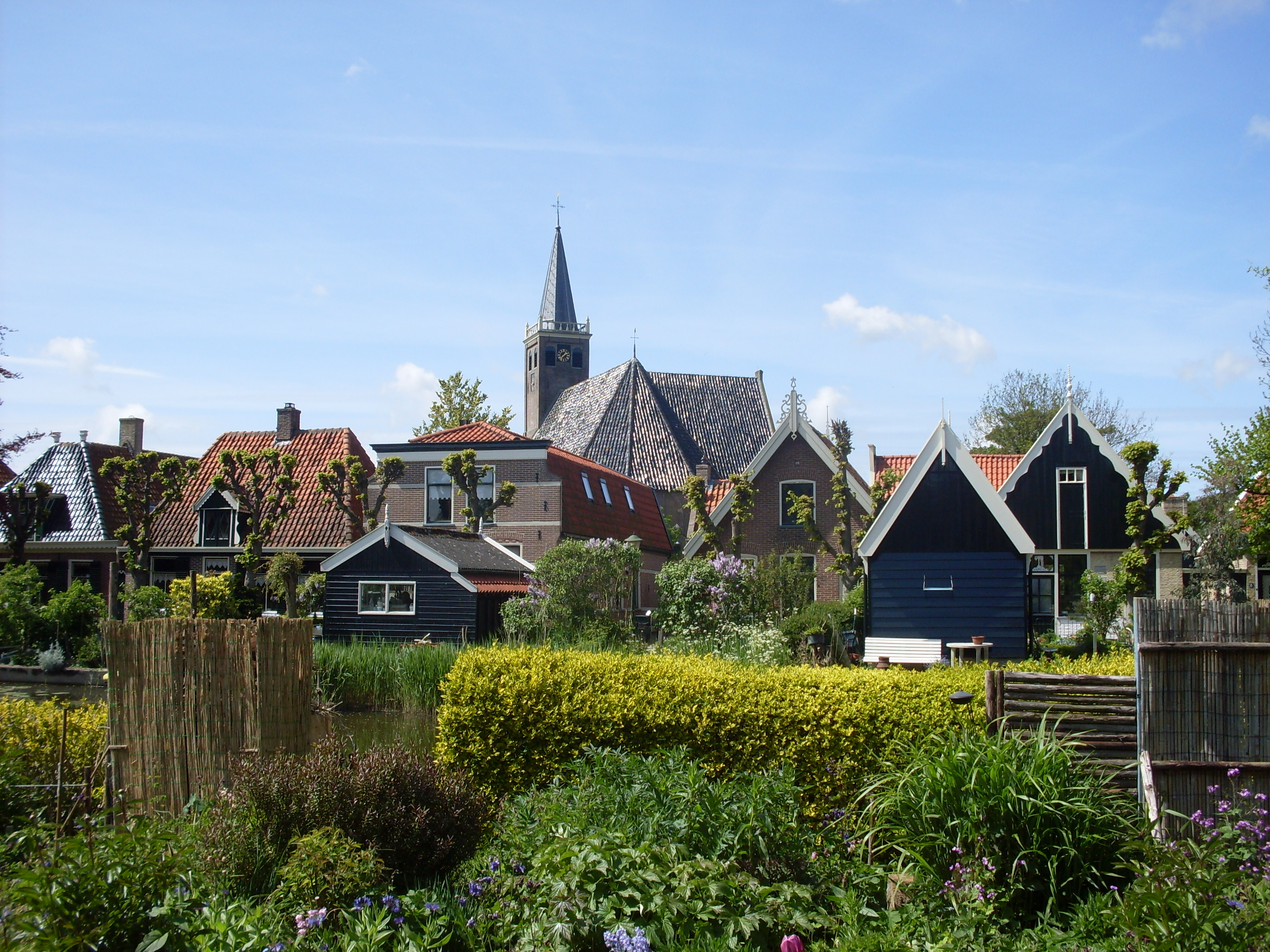
Kolhorn

De beschermde stads- en dorpsgezichten in Noord-Holland zijn Noord-Hollandse dorpen, delen van dorpen of delen van steden die vanwege hun cultuur-historische waarde zijn aangewezen als beschermd gebied. Binnen deze gebieden gelden bepaalde beperkingen, zie Beschermd dorpsgezicht.

## Beschermde stadsgezichten
- Alkmaar
  - Alkmaar (Centrum)
  - Westerhoutkwartier
- Amsterdam
  - Binnen de Singelgracht
  - Amsterdam-Noord
  - Nieuwmarktbuurt
  - Amsterdam-Zuid
  - Bijlmermuseum
  - Van Eesteren Museum
  - Sloterplas
  - De Pijp
  - Betondorp
  - Admiralenbuurt
  - Museumkwartier
  - IJplein
  - Plan van Gool
- Den Helder (Stelling van)
- Edam
- Enkhuizen
- Haarlem
  - Centrum
  - Haarlem-Noord
  - Haarlem-Zuid
  - Haarlem-Zuidwest
- Hilversum
  - Noordwestelijk Villagebied
  - Hilversum-Zuid
  - Plan-Oost
- Hoorn
- Medemblik
  - Haven
  - Kerksituatie
- Monnickendam
- Muiden
- Naarden
- Weesp

## Beschermde dorpsgezichten
- Barsingerhorn
- Bergen
  - Bergen
  - Bergen - Park Meerwijk
- Blaricum
- Broek in Waterland
- De Rijp
- Den Hoorn (Texel)
- Durgerdam
- Egmond aan den Hoef
- 's Graveland
- Holysloot
- Kolhorn
- Marken
- Middenbeemster
- Oosterend
- Ouderkerk aan de Amstel
- Ransdorp
- Sloten
- Spaarndam
- Twisk
- Velsen
- Westzaan
- Zuiderwoude